# Tutte storie
Tutte storie est un album d'Eros Ramazzotti sorti en 1993. Il s'écoulera à 5.000.000 exemplaires. Cet album est marqué par des sonorités plus rock. 

## Titres
| No  | Titre                | Durée |
| --- | -------------------- | ----- |
| 1.  | Cose della vita      |       |
| 2.  | A mezza via          |       |
| 3.  | Un'altra te          |       |
| 4.  | Memorie              |       |
| 5.  | In compagnia         |       |
| 6.  | Un grosso no         |       |
| 7.  | Favola               |       |
| 8.  | Non c'è più fantasia |       |
| 9.  | Nostalsong           |       |
| 10. | Niente di male       |       |
| 11. | Esodi                |       |
| 12. | L'ultima rivoluzione |       |
| 13. | Silver e Missie      |       |